# 多可赤十字病院
多可赤十字病院（たかせきじゅうじびょういん）は、兵庫県多可郡多可町にある医療機関である。日本赤十字社兵庫県支部が設置する病院である。

## 沿革
- 1945年（昭和20年）11月20日 - 柏原赤十字病院中町分院として開院。
- 1948年（昭和23年）12月 - 中町赤十字病院として独立。
- 1993年（平成5年）4月 - 現在地に新築移転。
- 2010年（平成22年）10月 - 多可赤十字病院に名称変更。

## 診療科
- 総合診療科
- 内科
- 外科
- 泌尿器科
- 婦人科
- 小児科（小児科は特定疾病のみ対象）
- 整形外科
- 眼科
- 脳神経外科
- 皮膚科
- 麻酔科

診療協働部門
- 看護部
- 薬剤部
- 医療技術課
- 放射線科課
- 栄養課
- リハビリテーション技術課

付帯施設
- 多可赤十字老人保健施設
- 多可町中在宅介護支援センター
- 多可赤十字訪問看護ステーション
- 多可赤十字指定居宅介護支援事業所
- 多可赤十字介護医療院

## 医療機関の指定等
- 保険医療機関
- 救急告知病院
- 身体障害者福祉法指定医
- 母子保健法指定養育医療機関
- 労働者災害補償保険法指定医療機関
- 災害対策基本法指定機関
- 健康保険法指定医療機関
- 国民健康保険療取扱機関
- 生活保護法医療扶助指定医療機関
- 障害者指定自立支援医療機関
- 原子爆弾被爆者一般疾病医療機関
- 労災アフターケア取扱機関
- 結核予防法指定医療機関
- 協力型臨床研修病院
- 政府管掌健康保険生活習慣病予防検診
- 兵庫県公立学校共済組合人間ドック

## 交通アクセス
鉄道
- JR加古川線西脇市駅下車、バスで約20分程度。

自動車
- 滝野社ICから国道175号、国道427号経由で約30分程度。